# Louis Guss
Louis « Louie » Guss, né le 4 janvier 1918 à New York (État de New York), ville où il est mort le 29 août 2008, est un acteur américain.

## Biographie
Louis Guss débute au théâtre et joue notamment à Broadway (New York) dans onze pièces, depuis The Girl on the Via Flaminia d'Alfred Hayes (adaptation de son roman éponyme, 1954, avec Leo Penn) jusqu'à La Conversion du capitaine Brassbound (en) de George Bernard Shaw (1972, avec Ingrid Bergman et Pernell Roberts).
Citons également La Nuit de l'iguane de Tennessee Williams (1961-1962, avec Bette Davis et Patrick O'Neal) et La Résistible Ascension d'Arturo Ui de Bertolt Brecht (1963, avec Christopher Plummer dans le rôle-titre et Michael Constantine). Toujours à Broadway, s'ajoute la comédie musicale Flora the Red Menace (en) sur une musique de John Kander (1965, avec Liza Minnelli dans le rôle-titre et Bob Dishy).
Il joue aussi Off-Broadway dans trois pièces, He Who Get Slapped de Leonid Andreïev (1956, avec Robert Culp dans le rôle-titre), Les Intérêts créés de Jacinto Benavente (1958, avec Peter Falk), et enfin Gandhi de Gurney Campbell (1970, également présentée à Broadway, avec Jack McGowran dans le rôle-titre).
Au cinéma, il contribue à trente-quatre films (américains ou en coproduction), les deux premiers où il tient des petits rôles non crédités étant Une certaine rencontre de Robert Mulligan (1963, avec Steve McQueen et Natalie Wood) et neuf ans plus tard, Le Parrain de Francis Ford Coppola (1972, avec Marlon Brando et Al Pacino). Suivent notamment Les Aventuriers du Lucky Lady de Stanley Donen (1975, avec Gene Hackman et Liza Minnelli), Éclair de lune de Norman Jewison (1987, avec Cher et Nicolas Cage), 4 New-yorkaises de Beeban Kidron (1992, avec Shirley MacLaine et Marcello Mastroianni), ou encore The Yards de James Gray (2000, avec Mark Wahlberg et Joaquin Phoenix).
Son dernier film (et ultime apparition à l'écran) est Jugez-moi coupable de Sidney Lumet (2006, avec Vin Diesel et Linus Roache). Il meurt deux ans après (en 2008), à 90 ans.
À la télévision américaine, Louis Guss débute dans la série Decoy (en) (deux épisodes, 1958). Suivent soixante-neuf autres séries, dont Naked City (trois épisodes, 1959-1962), Kojak (l'épisode pilote puis deux autres, 1973-1977), Cagney et Lacey (deux épisodes, 1982-1985), New York, police judiciaire (deux épisodes, 1991-1999) et Tribunal central (sa dernière série, trois épisodes dont deux réalisés par Sidney Lumet, 2001-2002).
S'ajoutent onze téléfilms diffusés entre 1964 et 1994.

## Théâtre (sélection)
(pièces, sauf mention contraire)

### Broadway
- 1954 : The Girl of the Via Flaminia, adaptation par Alfred Hayes de son roman éponyme, mise en scène de José Quintero : Bologinini
- 1958 : Handful of Fire de N. Richard Nash, décors et lumières de Jo Mielziner, costumes de Lucinda Ballard : Matias
- 1960 : One More River de Beverley Cross, costumes d'Anna Hill Johnstone : Louis
- 1961 : Once There Was a Russian de Sam Spewack : le baron Razumni
- 1961-1962 : La Nuit de l'iguane (The Night of the Iguana) de Tennessee Williams, décors d'Oliver Smith : Jake Latta
- 1963 : Mère Courage et ses enfants (Mother Courage and Her Children) de Bertolt Brecht, adaptation d'Eric Bentley, mise en scène et production de Jerome Robbins : un paysan / un sergent
- 1963 : La Résistible Ascension d'Arturo Ui (Arturo Ui) de Bertolt Brecht, adaptation de George Tabori, musique de scène de Jule Styne, mise en scène de Tony Richardson : Ragg ; ensemble / Gaffles ; le boucher (doublure)
- 1965 : Diamond Orchid de Jerome Lawrence et Robert E. Lee, costumes de Donald Brooks, mise en scène de José Quintero : Portero
- 1965 : Flora the Red Menace (en), comédie musicale produite par Harold Prince, musique de John Kander, lyrics de Fred Ebb, livret de George Abbott et Robert Russell, costumes de Donald Brooks, mise en scène de George Abbott : le camarade Galka
- 1969 : But, Seriously… de Julius J. Epstein, décors d'Oliver Smith : Vincent
- 1970 : Gandhi de Gurney Campbell, mise en scène de José Quintero : Patel (production également jouée Off-Broaway la même année)
- 1972 : La Conversion du capitaine Brassbound (en) (Captain Brassbound's Conversion) de George Bernard Shaw : Cadi / Drinkwater ; Hassan (doublure)

### Off-Broadway
- 1956 : He Who Gets Slapped de Leonid Andreïev, adaptation de K. W. Collins, Jed Duane et Alba Ohm : Briquet[1]
- 1958 : Les Intérêts créés (Bonds of Interest) de Jacinto Benavente, adaptation de Philip Minor : l'aubergiste

## Filmographie partielle

### Cinéma
- 1963 : Une certaine rencontre (Love with a Proper Stranger) de Robert Mulligan : Flooey
- 1972 : Le Parrain (The Godfather) de Francis Ford Coppola : Don Zaluchi
- 1973 : Le Flic ricanant (The Laughing Policeman) de Stuart Rosenberg : Gus Niles
- 1974 : Harry et Tonto (Harry & Tonto) de Paul Mazursky : Dominic
- 1975 : Les Aventuriers du Lucky Lady (Lucky Lady) de Stanley Donen : Bernie
- 1975 : Lepke, le caïd (Lepke) de Menahem Golan : Max Rubin
- 1976 : Nickelodeon de Peter Bogdanovich : Dinsdale
- 1976 : La Folle Escapade (No Deposit, No Return) de Norman Tokar : Freddie
- 1977 : Touche pas à mon gazon (Fun with Dick and Jane) de Ted Kotcheff : un client de la compagnie du téléphone
- 1980 : Willie & Phil de Paul Mazursky : M. D'Amico
- 1986 : Highlander de Russell Mulcahy : un vendeur de journaux
- 1987 : Éclair de lune (Moonstruck) de Norman Jewison : Raymond Cappomaggi
- 1989 : Esclaves de New York (Slaves of New York) de James Ivory : Vardig
- 1992 : 4 New-yorkaises (Used People) de Beeban Kidron : l'oncle Normy
- 1993 : Les Veuves joyeuses (The Cemetary Club) de Bill Duke : Ed Bonfigliano
- 1997 : Dans l'ombre de Manhattan (Night Falls on Manhattan) de Sidney Lumet : l'huissier du tribunal
- 2000 : The Yards de James Gray : Nathan Grodner
- 2000 : Girlfight de Karyn Kusama : Don
- 2000 : The Crew de Michael Dinner : Jerry « The Hammer » Fungo
- 2006 : Jugez-moi coupable (Find Me Guilty) de Sidney Lumet : l'huissier du tribunal

### Télévision

#### Séries

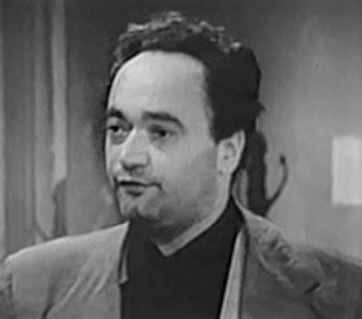
Dans Decoy, épisode Blind Date (1958)

- 1958 : Decoy (en), saison unique, épisode 24 Saturday Lost (le gérant de l'hôtel) de Stuart Rosenberg et épisode 36 Blind Date (Augie) de Stuart Rosenberg
- 1959-1962 : Naked City
  - Saison 1, épisode 18 Goodbye My Lady Love (1959) de John Brahm : Skull
  - Saison 2, épisode 16 Button in the Haystackk (1961) de Tay Garnett : le propriétaire du restaurant
  - Saison 3, épisode 19 Let Me Die Before I Wake (1962) : Angie
- 1960 : Route 66 (titre original), saison 1, épisode 3 The Swan Bed d'Elliot Silverstein : DeSavo
- 1963 : East Side/West Side, saison unique, épisode 1 The Sinner de Jack Smight : Adolph Kopichek
- 1967 : Les Espions (I Spy), saison 3, épisode 4 La Boîte mystérieuse (The Medarra Block) d'Earl Bellamy : le père Bernard
- 1972-1978 : All in the Family
  - Saison 3, épisode 14 The Locket (1972) : le livreur
  - Saison 8, épisode 16 Super Bowl Sunday (1978) de Paul Bogart : Sam
- 1973-1977 : Kojak
  - Épisode pilote L'Affaire Marcus-Nelson (The Marcus-Nelson Murders, 1973) de Joseph Sargent : l'huissier du tribunal
  - Saison 4, épisode 8 Sur les quais (By Silence Betrayed, 1976) : Fred
  - Saison 5, épisode 4 Les Nouveaux Tueurs (Cry for the Kids, 1977) de Leo Penn : Karl Scheer
- 1974 : Mannix, saison 7, épisode 21 Le Coup monté (Mask for a Parade) : Ellis Varko
- 1975 : Ellery Queen, à plume et à sang (Ellery Queen), saison unique, épisode 1 Meurtre au réveillon (The Adventure of Auld Lang Syne) de David Greene : l'officier McCoy
- 1976 : Baretta, saison 2, épisode 20 Le Souffle de la mort (Death on the Run) : Leo
- 1976 : Holmes et Yoyo (Holmes & Yo-Yo), saison unique, épisode 9 La Rançon (Dead Duck) de John Astin : Saul
- 1977 : Switch, saison 2, épisode 14 The Snitch : « The Lip »
- 1977 : Quincy (Quincy, M.E.), saison 2, épisode 3 …The Thigh Bone's Connected to the Knee Bone… : Spence
- 1977 : Drôles de dames (Charlie's Angels), saison 1, épisode 21 La Star (I Will Be Remembered) : Lunchie
- 1977 : Chips (CHiPs), saison 1, épisode 7 Ravage au péage (Taking Its Toll) : le chauffeur
- 1977 : Le Parrain (The Godfather: A Novel for Television), mini-série de Francis Ford Coppola : Don Zaluchi
- 1977 : Tabatha (Tabitha), saison unique, épisode 10 What's Wrong with Mister Right? : M. Galento
- 1978 : Au fil des jours (One Day at a Time), saison 3, épisode 16 Barbara's Rebellion : un employé du motel
- 1979 : Barnaby Jones, saison 7, épisodes 14 et 15 Echo of a Distant Battle (Parts I & II) de Walter Grauman : Pop
- 1979 : 200 dollars plus les frais (The Rockford Files), saison 6, épisode 10 Il y a toujours un début (Just a Coupla Guys) d'Ivan Dixon : un homme à l'aéroport
- 1981 : Taxi, saison 3, épisode 10 Tous chez Woody (The Costume Party) de James Burrows : Maxie Melcher
- 1982 : Ricky ou la Belle Vie (Silver Spoons), saison 1, épisode 5 Il faut savoir prendre des risques (Takin' a Chance on Love) de Jack Shea : Hilarious Hal
- 1982 : Pour l'amour du risque (Hart to Hart), saison 4, épisode 7 L'Héritage de Max (Rich and Hartless) : le chauffeur
- 1982-1985 : Cagney et Lacey (Cagney & Lacey)
  - Saison 2, épisode 6 Internal Affairs (1982) d'Alexander Singer : Harold Krupp
  - Saison 4, épisode 18 Lost and Found (1985) d'Al Waxman : le propriétaire du garage
- 1986 : Histoires de l'autre monde (Tales from the Darkside), saison 2, épisode 19 The Last Car : le vieil homme
- 1987 : À nous deux, Manhattan (I'll Take Manhattan), mini-série, épisodes (sans titres) 1 et 2 : le marchand de journaux
- 1989 : Le Père Dowling (Father Dowling Mysteries), saison 1, épisodes 5 et 6 Un prêtre dans la mafia, 1re et 2e parties (The Mafia Priest Mystery, Parts I & II) de Charles S. Dubin : M. Corbini
- 1990 : Code Quantum (Quantum Leap), saison 2, épisode 21 La Fiancée (Sea Bride) : Alfonso
- 1990 : Madame est servie (Who's the Boss), saison 7, épisode 11 L'Héritage (Inherit the Wine) : Dominic
- 1991-1999 : New York, police judiciaire (Law & Order)
  - Saison 1, épisode 13 Mort dans l'exercice de ses fonctions (A Death in the Family, 1991) : Yost
  - Saison 9, épisode 21 Le Crime en héritage (Ambitious, 1999) de Christopher Misiano : Vincent Carpenara
- 1992 : Les Craquantes (The Golden Girls), saison 7, épisode 13 Old Boyfriends : Marvin
- 1992 : Les Sœurs Reed (Sisters), saison 2, épisode 18 La Première Fois (The First Time) de Jan Eliasberg : Lou Eden
- 1992 : Guerres privées (Civil Wars), saison 1, épisode 14 Chute First, Ask Questions Later : Al Zivie
- 1994 : Une nounou d'enfer (The Nanny), saison 1, épisode 14 Histoire d'eau (The Family Plumbing) : Irving Koenig
- 1994 : Dingue de toi (Mad About You), saison 2, épisode 16 Mains froides, cœur chaud (Cold Feet) de Thomas Schlamme : Mel Wertzel
- 1994 : Chicago Hope : La Vie à tout prix (Chicago Hope), saison 1, épisode 1 La Séparation (Pilot) de Michael Pressman et épisode 4 Le Droit à la vie (With the Greatest of Ease) de James Frawley : Joseph Collito
- 1994 : L'As de la crime (The Commish), saison 4, épisode 11 Billet fatal (A Christmas Story) de Kim Manners : Joe Florio
- 1997 : Les Dessous de Palm Beach (Silk Stalkings), saison 6, épisode 19 La Loi du parrain (Three Weeks of the Condor) : Gino
- 2001-2002 : Tribunal central (100 Centre Street)
  - Saison 1, épisode 1 Bobby et Cynthia (Bobby & Cynthia, 2001) de Sidney Lumet : l'huissier du tribunal
  - Saison 2, épisode 1 La Fille du juge Rifkind (Kids, Part I, 2001) de Sidney Lumet et épisode 14 Tolérance zéro (Zero Tolerance, 2002) : l'huissier du tribunal

#### Téléfilms
- 1964 : Ready for the People de Buzz Kulik : Joe Damico
- 1973 : The Third Girl from the Left de Peter Medak : Murray
- 1974 : Terror on the 40th Floor de Jerry Jameson : Charley
- 1975 : The Art of Crime de Richard Irving : Dodo
- 1978 : Annie Flynn de Robert Moore : Hoyt Kosloff
- 1980 : Nick and the Dobermans de Bernard L. Kowalski : Rosen
- 1985 : Brass de Corey Allen : Samuel Selig
- 1989 : Seule face au crime (Original Sin) de Ron Satlof : Rossi
- 1994 : La Comtesse de Brooklyn (The Counterfeit Contessa) de Ron Lagomarsino : Antony Nardino

## Note et référence
1. ↑  Rôle tenu par Harvey Clark dans l'adaptation au cinéma de 1924, sous le même titre (titre français : Larmes de clown).